# Apex Chert

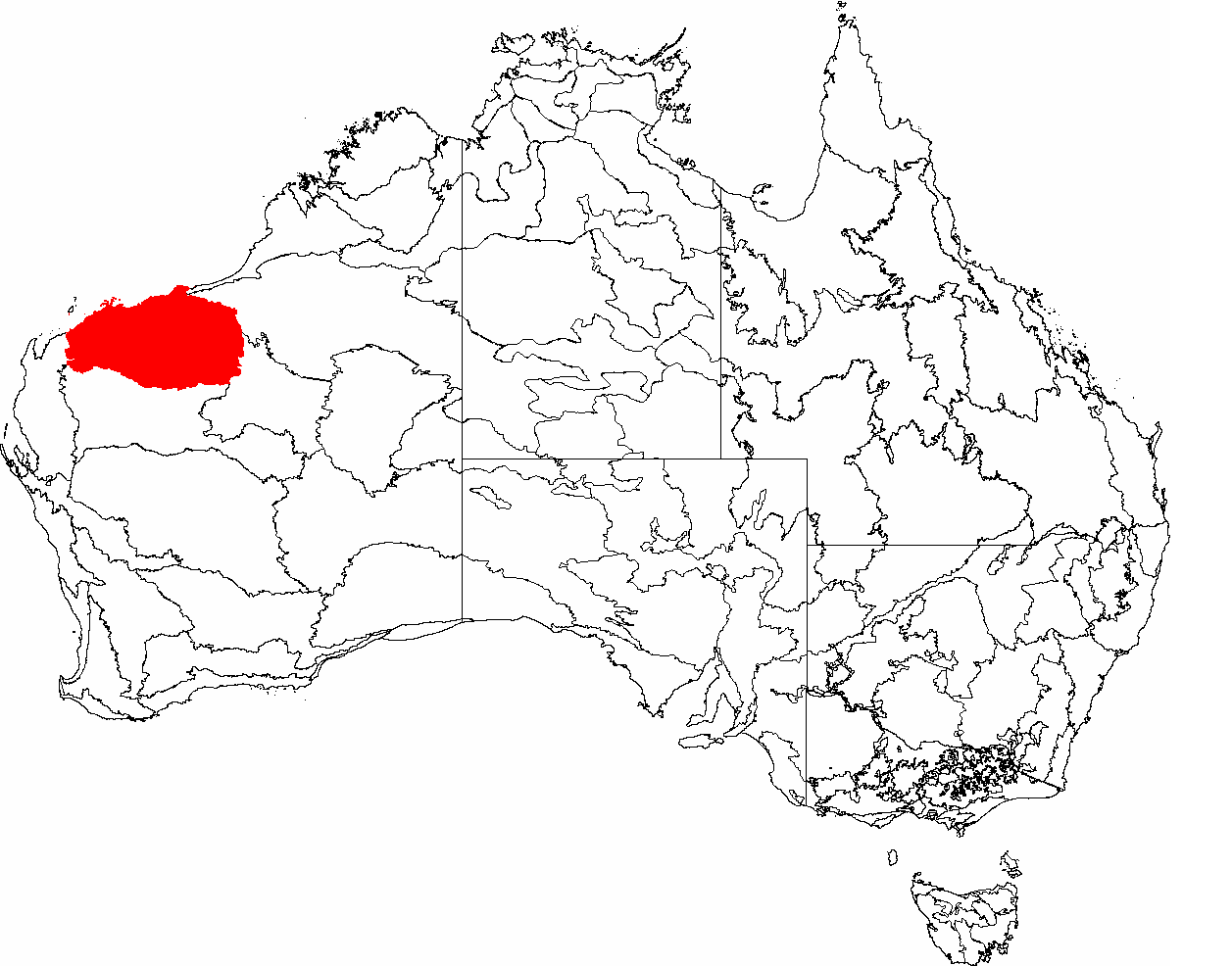
Region Pilbara v Západní Austrálii

Apex Chert je významné naleziště prekambrijských mikrofosílií (zejména sinic), nacházející se nedaleko osady Marble Bar v regionu Pilbara v  Západní Austrálii. Místní geologický podklad je až 3,465 miliardy let starý a v současnosti představuje nejstarší hmatatelný důkaz o životě na Zemi. O skutečném původu těchto mikrofosílií však nepanuje mezi vědci shoda a některé práce označují struktury z Apex Chert za útvary vzniklé geologickou činností a nikoliv mikrofosílie.